# Коган, Евгений Владимирович
Евге́ний Влади́мирович Ко́ган (1 января 1954 — 28 марта 2007) — советский и эстонский политический деятель. Народный депутат СССР (1989—1991).

## Биография
Один из создателей Интернационального движения трудящихся Эстонской ССР (сокр. Интердвижение), созданного в противовес Народному фронту Эстонии. В 1989 году избран народным депутатом СССР от Таллинского 450-го национально-территориального округа. Первоначально входил в Межрегиональную депутатскую группу, затем стал одним из создателей депутатской группы «Союз», выступавшей за сохранение СССР. После поражения ГКЧП в августе 1991 года депутатская группа «Союз» Съезда народных депутатов СССР, развалилась. В её составе остались лишь Виктор Алкснис, Евгений Коган, Николай Петрушенко, Сажи Умалатова, Леонид Сухов.
Входил в состав президиума VI «съезда» народных депутатов СССР, состоявшегося после роспуска Съезда. Участвовал в работе Партии возрождения державы в России. В 1992 году выдвигался на пост мэра Москвы.
В середине 1990-х годов вернулся в Эстонию, был депутатом Таллинского городского собрания. В 1999 году опубликовал в эстонской прессе несколько статей, поднимая вопрос об исторической вине эстонцев и их активном участии в уничтожении евреев в годы Второй мировой войны.
Позже отошёл от активной политической деятельности, занялся бизнесом.
Положительно отзывался о Когане бывший народный депутат Виктор Алкснис.
Похоронен на Александро-Невском кладбище в Таллине.